# هنر مذاکره
هنر مذاکره (انگلیسی: The Art of Negotiation؛‏ کره‌ای: 협상의 기술) یک مجموعه تلویزیونی محصول کره جنوبی با بازی لی جه هون است. این مجموعه داستان ادغام‌ها و اکتساب‌ها بین شرکت‌ها را روایت می‌کند. هنر مذاکره از ۸ مارس تا ۱۳ آوریل ۲۰۲۵ از جی‌تی‌بی‌سی پخش شد.

## تولید

### توسعه
هنر مذاکره به نویسندگی لی سونگ یونگ و کارگردانی آن پان سوک است که قبلاً کارگردانی پشت برج سفید (۲۰۰۷)، راز عشق و عاشقی (۲۰۱۴)، ماجرایی زیر باران (۲۰۱۸) و عاشقانه نیمه‌شب در آموزشگاه (۲۰۲۴) را بر عهده داشته است.